# کولیاماخی
کولیاماخی (به لاتین: Kuliyamakhi) یک منطقهٔ مسکونی در روسیه است که در شهرستان آگولسکی واقع شده‌است.